# Vlag van Ingoesjetië
De vlag van Ingoesjetië bestaat uit een wit veld met aan de boven- en onderzijde een groene horizontale baan; in het midden staat een rood zonnesymbool - een cirkel met drie stralen waarvan de kromming een rotatie met de klok mee suggereert. In sommige afbeeldingen hebben de stralen bolvormige uiteinden. De kleur rood symboliseert de strijd die het Ingoesjetische volk voor zijn bestaansrecht heeft gevoerd en staat voor de verdediging van het Ingoesjetische land. Groen staat voor de natuur, overvloed en vruchtbaarheid van het land en is de kleur van de islam, de dominante religie in de regio. Wit staat voor zuiverheid van gedachten en daden. Rood staat voor de eeuwenoude strijd van het Ingoesjetische volk tegen onrecht en voor het recht om in vrede en harmonie met naburige volkeren op het land van hun voorouders te leven. Het zonneteken vertegenwoordigt de eeuwige bewegingen van de zon en de aarde, evenals de onderlinge verbondenheid en oneindigheid van al het bestaan. De beweging van de armen met de klok mee vertegenwoordigt de omwenteling van de Aarde en andere planeten rond de Zon. Dit symbool staat voor welzijn en de eindeloze ontwikkeling van de mensen naar welvaart. De vlag is in gebruik sinds 13 mei 1994 en werd op 11 juli 1999 aangepast.

## Geschiedenis
Ingoesjetië maakt deel uit van Rusland, dat op zijn beurt tot 1991 de Russische Socialistische Federatieve Sovjetrepubliek binnen de Sovjet-Unie vormde. Ten tijde van de Sovjet-Unie vormde Ingoesjetië samen met Tsjetsjenië de Tsjetsjeens-Ingoesjetische ASSR. Van 1957 tot 1978 gebruikte deze autonome republiek de vlag van de Russische Sovjetrepubliek, met onder het symbool van de hamer en de sikkel de afgekorte naam van de republiek (НГ1АССР in het Tsjetsjeens en Ingoesjetisch; ЧИАССР in het Russisch). In 1978 werden de afkortingen vervangen door de volledige namen: ЧЕЧЕНО-ИНГУШСКАЯ АССР in het Russisch, НОХЧ-Г1АЛГ1АЙН АССР in het Tsjetsjeens en НОХЧ-Г1АЛ1АЙ АССР in het Ingoesjetisch.

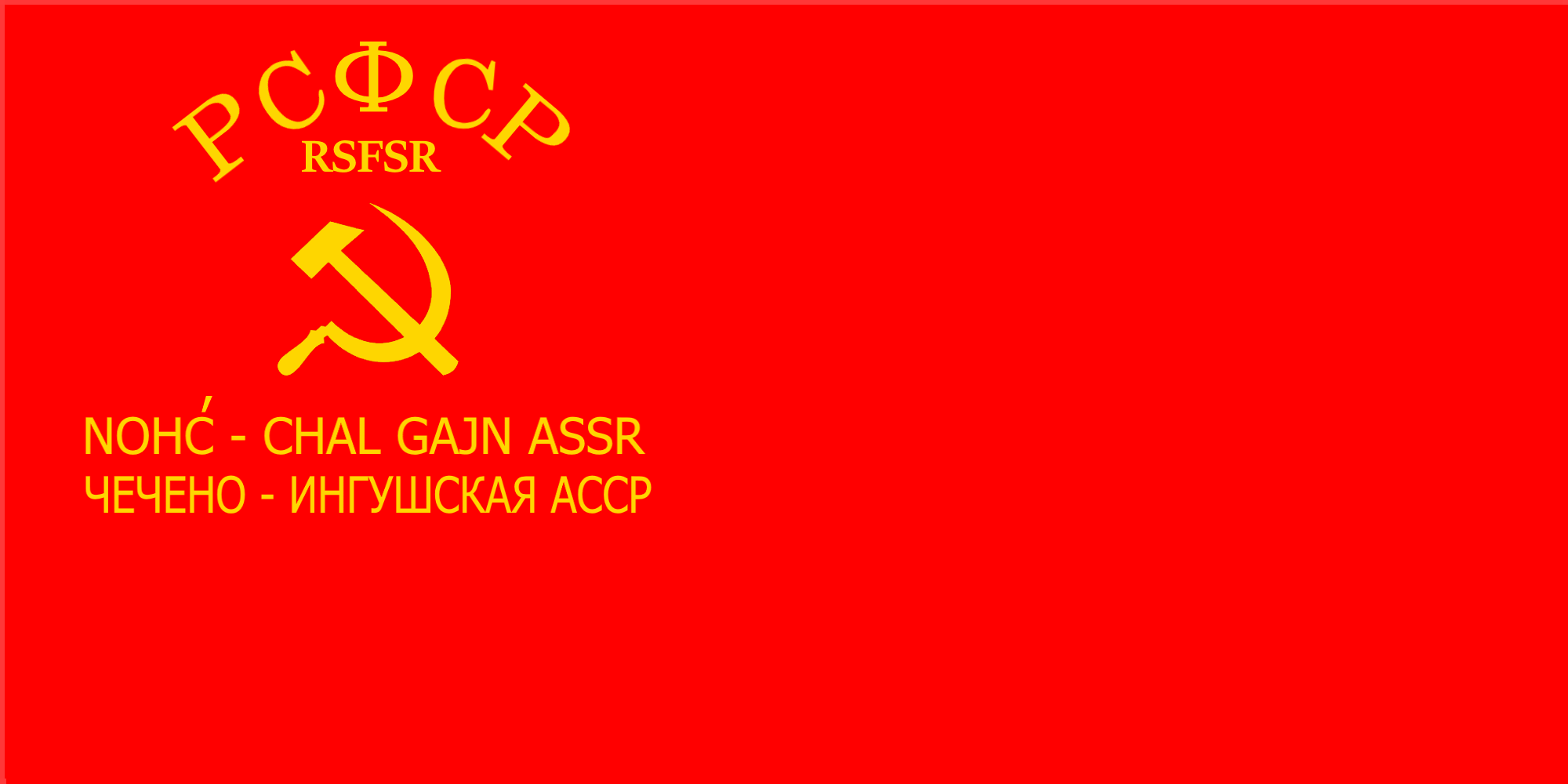
1937-1944
1957-1978
1978–1991